# زیر آسمان شهر
زیر آسمان شهر یک مجموعه تلویزیونی طنز ایرانی به کارگردانی مهران غفوریان و نویسندگی رضا عطاران، سروش صحت و حمید برزگر است که در سال ۱۳۸۰ از شبکه سه سیما پخش شده است. این سریال را می‌توان یکی از خاطره‌انگیزترین و موفق‌ترین مجموعه‌های تلویزیونی کمدی بعد از انقلاب ۱۳۵۷ برشمرد.
بازدید این مقاله در ویکی پدیا و دیگر رسانه ها حتی در همین ماه ها نشان دهنده این است که این مجموعه تلویزیونی توسط مردم شناخته شده و مردم هنوز هم درحال تماشای این مجموعه تلویزیونی هستند 

## پخش
این سریال به دلیل پخش و گروه موفق، توانست از مجموعه‌های بسیار موفق صدا و سیمای ایران بشود. در ادامه زیر آسمان شهر ۱، سری دوم سریال با عنوان زیر آسمان شهر ۲ با حضور یک خانواده جدید (برزو ارجمند و شهرزاد جواهری) به روی آنتن رفت. همچنین در این سریال مینا بویوک جعفرزاده نقش مادر بهروز پیرپکاجکی را ایفا می‌کند و پرستو صالحی نقش خواهر بهروز را بازی می‌کند.
کیومرث ملک‌مطیعی از ابتدای سری اول به شخصیت‌های سریال پیوست و نقش پدربزرگ دکتر مهرتاش سرایدار را بازی کرد که در سومین قسمت حضورش در سریال با خانم فرامرزی (ملکه رنجبر) ازدواج کرد.
همچنین، در سری دوم این سریال به بهانه این که یوسف تیموری عمل جراحی انجام داده مجید صالحی جایگزین او شد و نقش فولاد را بازی کرد.
سریال زیر آسمان شهر آخرین تجربه کامران ملک‌مطیعی پیش از ممنوع التصویر شدن در ایران بود اما در سری دوم با اینکه وی جلوی دوربین حاضر نشد اما بارها در سری دوم از وی، دکتر سرایدار و پسرش ارژنگ یاد شد.
بعد از سری دوم سریال، در سال ۱۳۸۱ سری سوم سریال با حضور تیم کاملاً جدیدی به روی آنتن رفت. در این سری، اکبر عبدی، رضا ژیان، رامین پرچمی، حسن پورشیرازی، اکرم محمدی، غزل صارمی و شراره درشتی به باقی‌ماندگان سری‌های قبل یعنی مهران غفوریان، کیومرث ملک‌مطیعی و ملکه رنجبر اضافه شدند. این سریال یکی از آخرین کارهای رضا ژیان پیش از درگذشت او بود. تیم بازیگری سری سوم نیز دوباره عوض شد و فصای سریال فانتزی تر شد غلامرضا نیکخواه، بیژن بنفشه‌خواه، شیوا بلوریان، رامین ناصر نصیر، ساناز سماواتی فرهاد پورگرجانی، آرش میراحمدی و نیلوفر سجادی اضافه شدند.
طبق گفته مهران غفوریان در خندوانه و دورهمی سری چهارم زیر آسمان شهر با همکاری رضا عطاران و سیروس میمنت و تیم بازیگری حمید لولایی، یوسف تیموری، ملکه رنجبر در حال ساخت بود که بعد از مدتی به علت بیماری ملکه رنجبر منتفی شد.

## موسیقی
امیر تاجیک طی گفتگوی رسانه‌ای خود توضیح داد: در همان ایامی که مجموعه زیر آسمان شهر تولید می‌شد، برخی از هنرمندان پاتوقی داشتند که مرکزیت آن منزل رضا شفیعی جم بود، فضایی که در آن رفاقت من با بچه‌های گروه زیر آسمان شهر شروع و منجر به حضور در این سریال پرطرفدار به عنوان خواننده تیتراژ شد. آنجایی که یک روز مهدی غفوریان به من گفت: «برادرم (مهران) مشغول ساخت سریالی به نام «زیر آسمان شهر» است و ما تصمیم گرفتیم که تو خوانندگی تیتراژ آن را به عهده بگیری.» من هم پذیرفتم که در این پروژه حضور داشته باشم.

## داستان
در این سریال، در قالب روایتی طنز، زندگی قشرهای مختلف شهر در کنار یکدیگر به تصویر کشیده شده است. تمام داستان در قسمت اول در یک آپارتمان می‌گذرد که چند همسایه در آن زندگی می‌کنند؛ از جمله یک دکتر و پسرش، زن و شوهری جوان و پیرزنی با دخترش.

## بازیگران

### نقش‌های اصلی
| بازیگر          | نقش                             | فصل   |
| --------------- | ------------------------------- | ----- |
| مهران غفوریان   | بهروز پیرپکاجکی (بهروز خالی‌بند) | ۱٬۲٬۳ |
| حمید لولایی     | خشایار مستوفی - سرایدار ساختمان | ۱٬۲٬۳ |
| کیومرث ملک‌مطیعی | غلام شیش لول بند                | ۱٬۲٬۳ |
| اکبر عبدی       | بهزاد پیرپکاجکی - عموی بهروز    | ۳     |
| یوسف تیموری     | پولاد مستوفی - پسر خشایار       | ۱     |
| مجید صالحی      | پولاد مستوفی - پسر خشایار       | ۲     |
| نصرالله رادش    | برزو - برادر زن بهروز           | ۱     |
| ملکه رنجبر      | مهتاج فرامرزی - همسر غلام       | ۱٬۲٬۳ |
| برزو ارجمند     | وحید شیری                       | ۲     |
| شهرزاد جواهری   | سحر - همسر وحید شیری            | ۲     |
| بیژن بنفشه‌خواه  | مهران غفوریان                   | ۳     |
| آرام جعفری      | فریده - دختر مهتاج              | ۱     |
| اشکان اشتیاق    | ارژنگ - پسر مهرتاش              | ۱     |
| مینا جعفرزاده   | مادر بهروز                      | ۲     |
| رضا ژیان        | عزت - سرایدار ساختمان           | ۳     |
| حسن پورشیرازی   | جلال تابنده                     | ۳     |
| اکرم محمدی      | پوران - همسر جلال               | ۳     |
| رامین ناصرنصیر  | بیوک پر طاووسی                  | ۲٬۳   |
| غلامرضا نیکخواه | منوچهر خندان - مالک ساختمان     | ۳     |
| پوراندخت مهیمن  | مادر زن بهروز                   | ۳     |
| رضا فیاضی       | عامری - پدرزن بهروز             | ۳     |
| پرستو صالحی     | بهناز پیرپکاجکی - خواهر بهروز   | ۲     |
| ساناز سماواتی   | شبنم - معشوقه راوی              | ۳     |
| کامران ملک‌مطیعی | مهرتاش - پدر ارزنگ              | ۱     |
| معصومه کریمی    | سارا - همسر بهروز پیرپکاجکی     | ۱     |
| شیوا بلوریان    | افسر - زن بیوک                  | ۳     |
| رامین پرچمی     | پژمان تابنده - پسر جلال         | ۳     |
| غزل صارمی       | نیلوفر عامری - همسر دوم بهروز   | ۳     |
| شراره درشتی     | نازنین - دختر غلام              | ۳     |
| سیروس میمنت     | میمنت                           | ۳     |
| آرش میر احمدی   | راوی                            | ۳     |
| نیلوفر سجادی    | مهین - زن مهران                 | ۳     |
| فرهاد پورگرجانی | نقاش                            | ۳     |

### بازیگران مهمان
- محمود بنفشه‌خواه در نقش دوست خشایار (سری دوم)
- رضا بنفشه‌خواه در نقش ناصر، دوست خشایار (سری اول)
- مختار سائقی در نقش مشتری تعمیرگاه بهروز (سری اول)
- بهنوش بختیاری در نقش فروغ، دوست و همکلاسی بهناز (سری دوم)
- عیسی یوسفی پور در نقش دایی سحر خانم با شغل مُرده‌شویی (سری دوم)
- امیرحسین مدرس در نقش خودش (سری اول)
- رامین ناصرنصیر در نقش دوستِ مُعتاد بهروز (سری دوم)
- ابراهیم‌آبادی در نقش قدیر ژانگولر (دوست قدیمی خشایار مستوفی) (سری اول)
- پرویز شفیع‌زاده در نقش مشتری تعمیرگاه بهروز و در نقش پرویز از آشنایان خانم فرامرزی (سری اول)
- غلامحسین لطفی در نقش خودش (سری اول)
- فخرالدین صدیق‌شریف در نقش کوروش کاکاوند، ناظم دبیرستان بهروز پیرپکاجکی و دوست غلام (سری اول)
- امیر غفارمنش در نقش فرامرز پسر دوست دکتر مهرتاش سرایدار (سری اول)
- رامتین حامی فرد در نقش حبیب آقا، داماد خانم فرامرزی و شوهر فریده (سری اول)
- پژمان بازغی در نقش یوسف (ژوزف)، دوست قدیمی بهروز (سری اول)
- مهدی صبایی در نقش شایان (برات)، دوست جواد سرایدار (برادرزاده دکتر مهرتاش سرایدار) (سری اول) و در نقش شایان، از اقوام خانم فرامرزی و قهرمان مسابقات موتورسواری (سری دوم)
- محمد ورشوچی در نقش اسمال‌آقا، نظافت‌چی (سری اول)، دزد منزل عمو بهزاد (سری سوم)
- حسن زارع در نقش قاچاقچی
- مهران ضیغمی در نقش سیاوش (سری اول) و در نقش حمید، از آشنایان آقا غلام (سری دوم)
- فرحناز منافی ظاهر در نقش شهلا
- پروین میکده در نقش فالگیر (سری اول)
- بیژن محرمی در نقش مُعتاد
- رامین نعمتی در نقش مُشتری تعمیرگاه بهروز
- حسین شهاب در نقش فریدون گربه (سری اول) و در نقش مالخر (سری دوم)
- خشایار راد در نقش ولگرد (سری اول)
- شهاب عباسی در نقش توریست خارجی (سری اول)
- مهدی غفوریان در نقش کارفرمای برزو (سری اول) و ایلماز، پسر دایی بهروز (پسر دایی‌عزیز) (سری دوم)
- علی لک پوریان در نقش دزد (سری اول)
- امیرحسین طالبی کاشانی در نقش مسعود ضرابی (سری اول)
- شهزاد صفوی در نقش فرازمند (سری اول)
- جعفر بزرگی در نقش عزیز آقا (سری اول) و دوست خشایار (سری دوم)
- ژیلا صادقی در نقش دختر عزیز آقا (سری اول) و پروانه، خریدار آپارتمان (سری سوم)
- علی اوسیوند در نقش پسر عموی بهروز، با تیپ روشنفکر (سری اول)
- علی انصاریان در نقش علی انصاریان، خواهرزاده خانم فرامرزی (سری اول و دوم)
- خداداد عزیزی در نقش خودش
- رضا عطاران در نقش مجری تلویزیون (حضور افتخاری)
- محسن قاضی مرادی در نقش شیاد (سری دوم)
- غلامرضا نیکخواه در نقش همایون، از اقوام بهروز پیرپکاجکی (سری دوم)
- میلاد محرمی در نقش صدابردار (سری اول)
- مهری مهرنیا در نقش اقوام خشایار مستوفی (سری دوم)
- کیوان ملک‌مطیعی در نقش پدرام سرایدار (نوه غلام شیش لول بند و برادر دکتر مهرتاش سرایدار و عموی ارژنگ)
- محمد افشار در نقش خلافکار
- سیاوش مفیدی در نقش دزد (سری اول) و در نقش پسرخاله بهروز پیرپکاجکی (سری دوم)
- محمدرضا خسروی در نقش سعید (دوست بهروز) و مجری تلویزیون
- سیروس میمنت بازیگر میهمان (سری دوم و سری سوم)
- سپیده ذاکری بازیگر میهمان (سری سوم)
- مهدی باطبی در نقش دزد (سری سوم)
- سید جلال طباطبایی در نقش دزد (سری سوم)
- علیرضا واحدی نیکبخت در نقش خودش (سری دوم)
- افشین سنگ‌چاپ در نقش یکی از اقوام خشایار که رفتگر بود (سری اول)، در نقش برادرزاذهٔ خانم فرامرزی که دانشمند بود (سری سوم)
- حسین چنگی در نقش گل‌فروش و یابندهٔ کیف پول (سری دوم)
- علی صادقی در نقش حمید، از اقوام آقا وحید، که فیلمسازی می‌کرد (سری دوم)، در نقش سعید خواهرزاده غلام
- وحید هاشم‌خانی در نقش پستچی
- بهرام رادان (نابازیگر) در نقش حسین‌آقا میوه فروش (خودش) (سری اول)
- کسری رئوفی در نقش دانشجو، یکی از اقوام مهتاج، همسر غلام شیش لول بند (سری دوم)
- رامین پرچمی در نقش فرد تصادف (فصل دوم)
- برزو ارجمند در نقش جواد برادرزاده دکتر مهرتاش (فصل اول)